# Chenuwa
Chenuwa war eine nubische Königin um 250 v. Chr.
Chenuwa ist nur von ihrer Pyramide Beg S503 in Meroe her bekannt. Das Grab hatte eine stark zerstörte Pyramide. Davor lag ein kleiner Totentempel und davor wiederum der Eingang zu den unterirdischen Kammern. 23 Stufen führen dabei zu zwei Kammern. In der zweiten war an die Decke in ägyptischen Hieroglyphen Königsgemahlin Chenuwa geschrieben. Das Grab war ansonsten schon stark beraubt.
Amanislo ist als der Gemahl von Chenuwa vermutet worden.